# Nidalia occidentalis
Nidalia occidentalis är en korallart som beskrevs av Gray 1835. Nidalia occidentalis ingår i släktet Nidalia och familjen Nidaliidae. Inga underarter finns listade i Catalogue of Life.